# Pilar Almalé

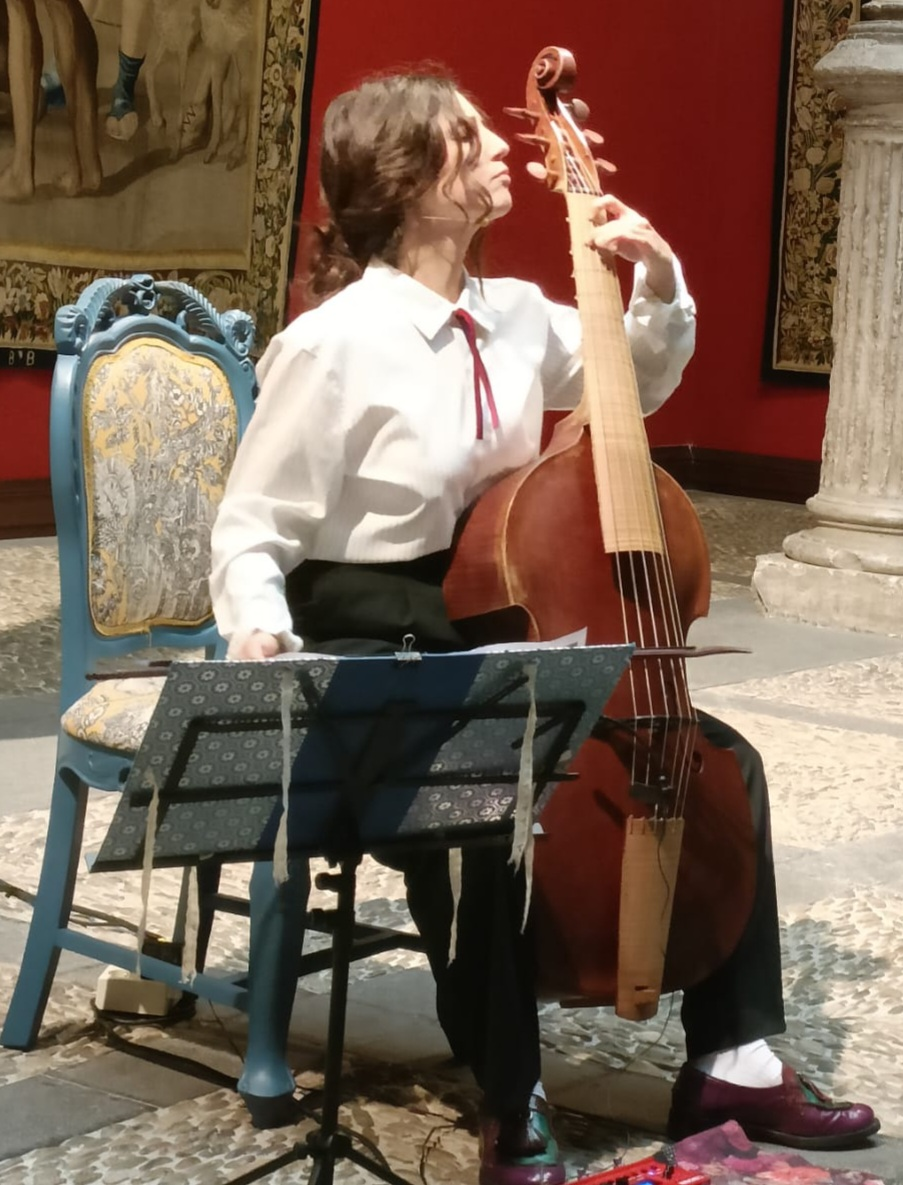
Pilar Almalé en el Patio de la Infanta, Zaragoza.

 Pilar Almalé (Zaragoza) es una violagambista, cantante, compositora y directora artística española.

## Educación
Pilar Almalé nació en Zaragoza y se formó en distintos lugares de España, Europa y la India, culminó en Bellas Artes en la Universidad de Sevilla en 2016 y en el Conservatorio Superior de Música de Vigo en 2019.

## Trayectoria
Pilar Almalé toca viola da gamba, violone, vihuela medieval y esraj, en  distintos formatos escénicos como concierto, teatro o danza.
Pilar Almalé abarca desde música sefardí hasta música de cantautores latinoamericanos del siglo XX, pasando por el Jazz y las músicas del Renacimiento y el Barroco. Pilar Almalé ha trabajado con otros artistas como Jordi Savall, Carlos Nuñez o Eva Yerbabuena.
En 2017 publicó su primer álbum Caja de música con el dúo Caranzalem, de la mano de Elena Escartín.
En 2018 ganó un accésit en los premios CREAR18, convocados por el Instituto Aragonés de la Juventud.
En 2021 publicó su segundo álbum Hixa mía con el sello catalán Segell Microscopi. Este trabajo se escogió por European World Music Chart como uno de los mejores 200 discos del 2022.
Pilar Almalé también creó y codirigió con la bailarina Ana Continente el espectáculo Claroscuro de Artemisia, que en 2023 recibió el Primer Premio Santa Isabel de Portugal, como el mejor espectáculo de danza del año 2022.
En 2022 creó y dirigió el FEMMAZ, el primer Festival de Mujeres en la Música Antigua de Zaragoza, que tiene como objetivo rescatar e interpretar la música de compositoras e intérpretes del Medievo, Renacimiento y Barroco, cuyo trabajo pasó desapercibido a lo largo de la historia, dedicando la primera edición a la francesa Anne Rochette (1739 - 1784).
Como compositora hay que destacar su proyecto Mélodies Oubliées, El Manuscrito de Anne Rochette, en el cual Pilar Almalé realizó los arreglos en las melodías originales del manuscrito a través de distintos estilos, desde el más histórico al más contemporáneo. También, debemos citar la composición de la BSO para el cortometraje de animación dedicado a Francisco de Goya, El niño que retrató monstruos, dirigido por Víctor Izquierdo, que se estrenó en 2022, recibió una mención de honor en la Muestra de Cortometrajes Aragoneses y se seleccionó por el Festival de Cine de Málaga en 2023.
En 2024 Pilar Almalé, publicó su primer álbum a solo llamado Golondrinas.